# Configuracions urbanes
Configuracions urbanes és una exposició permanent situada als carrers i les places dels barris de la Ribera i la Barceloneta de Barcelona, patrocinada per l'Olimpíada Cultural, que volia potenciar aspectes artístic més enllà de l'esport i l'arquitectura. La comissària va ser Gloria Moure. Hi van participar 8 grans artistes contemporanis, 6 estrangers, 1 madrileny i 1 català, inaugurant-se el 21 de juliol de 1992, pocs dies abans que comencessin els Jocs Olímpics de Barcelona 1992.

Els vuit artistes que van participar en l'exposició van ser: Lothar Baumgarten, amb l'obra Rosa dels vents, a la plaça Pau Vila (Moll de la Barceloneta); Rebecca Horn, amb L'estel ferit, al nou passeig Marítim; Jannis Kounellis, que va exposar la seva obra Balança romana entre el carrer Baluard i l'antic carrer Almirall Cervera; Mario Merz, amb l'obra Creixent en aparença (Crescendo appare); Juan Muñoz, amb Una habitació on sempre plou, a la plaça del Mar; Jaume Plensa, amb l'obra Born, situada al passeig del Born i al carrer Volta d'en Dusai; Ulrich Rückriem, amb Quatre falques al pla de Palau; i James Turrell, amb Compartiment igualat (Deuce Coop), situada a l'antiga caserna de Sant Agustí.

Exposició permanent Configuracions urbanes
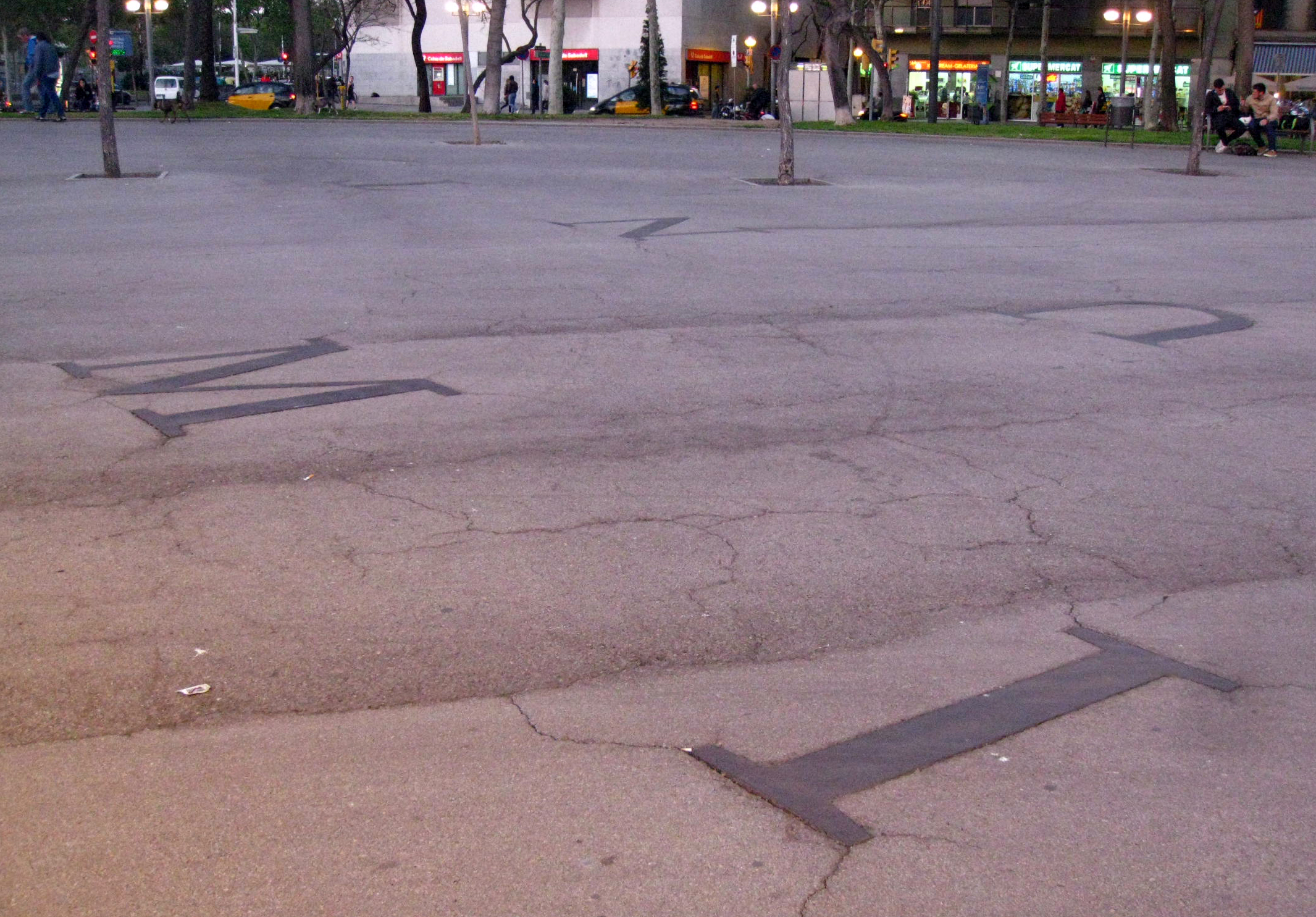
La rosa dels vents, de Lothar Baumgarten
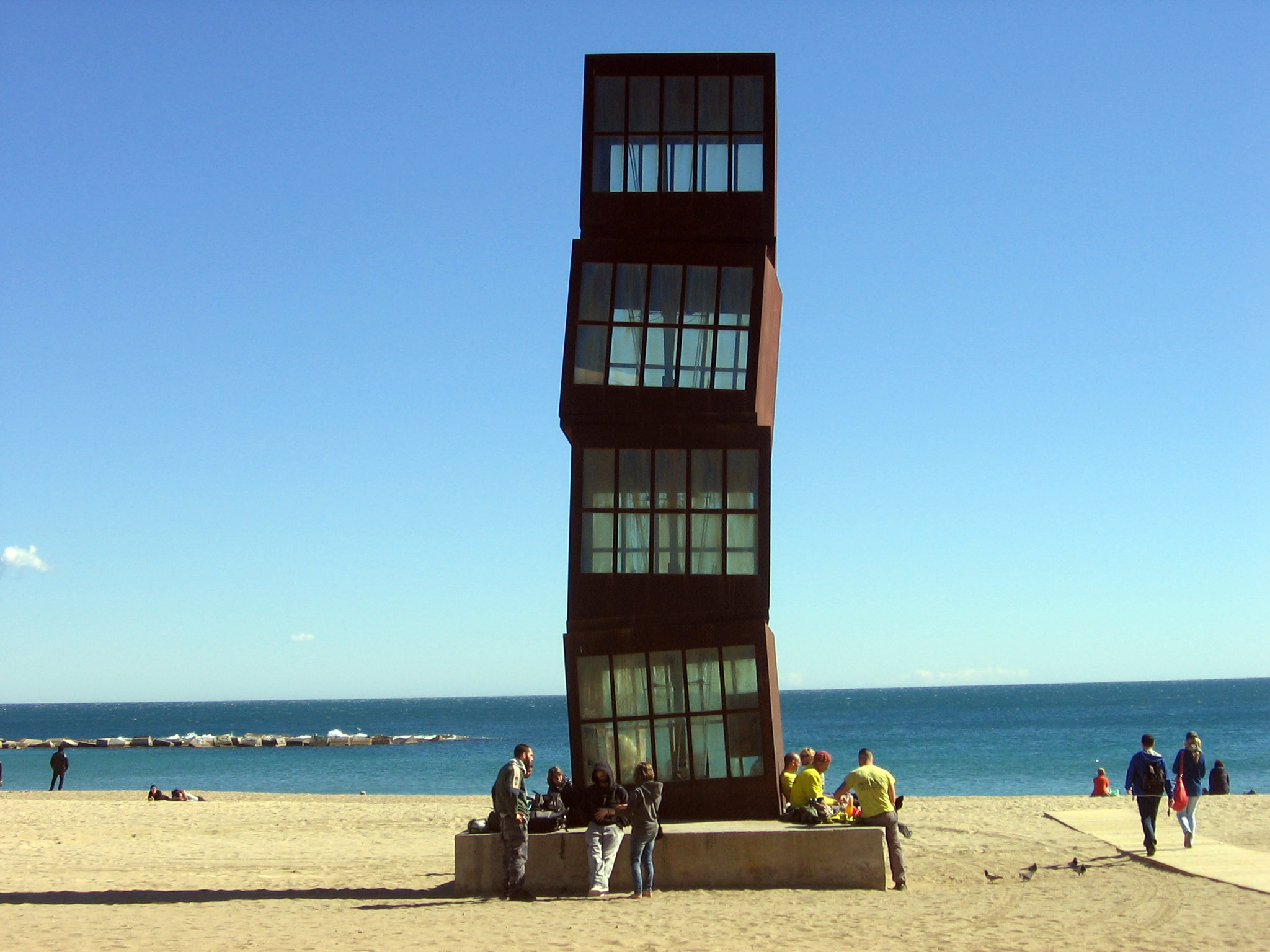
L'estel ferit, de Rebecca Horn
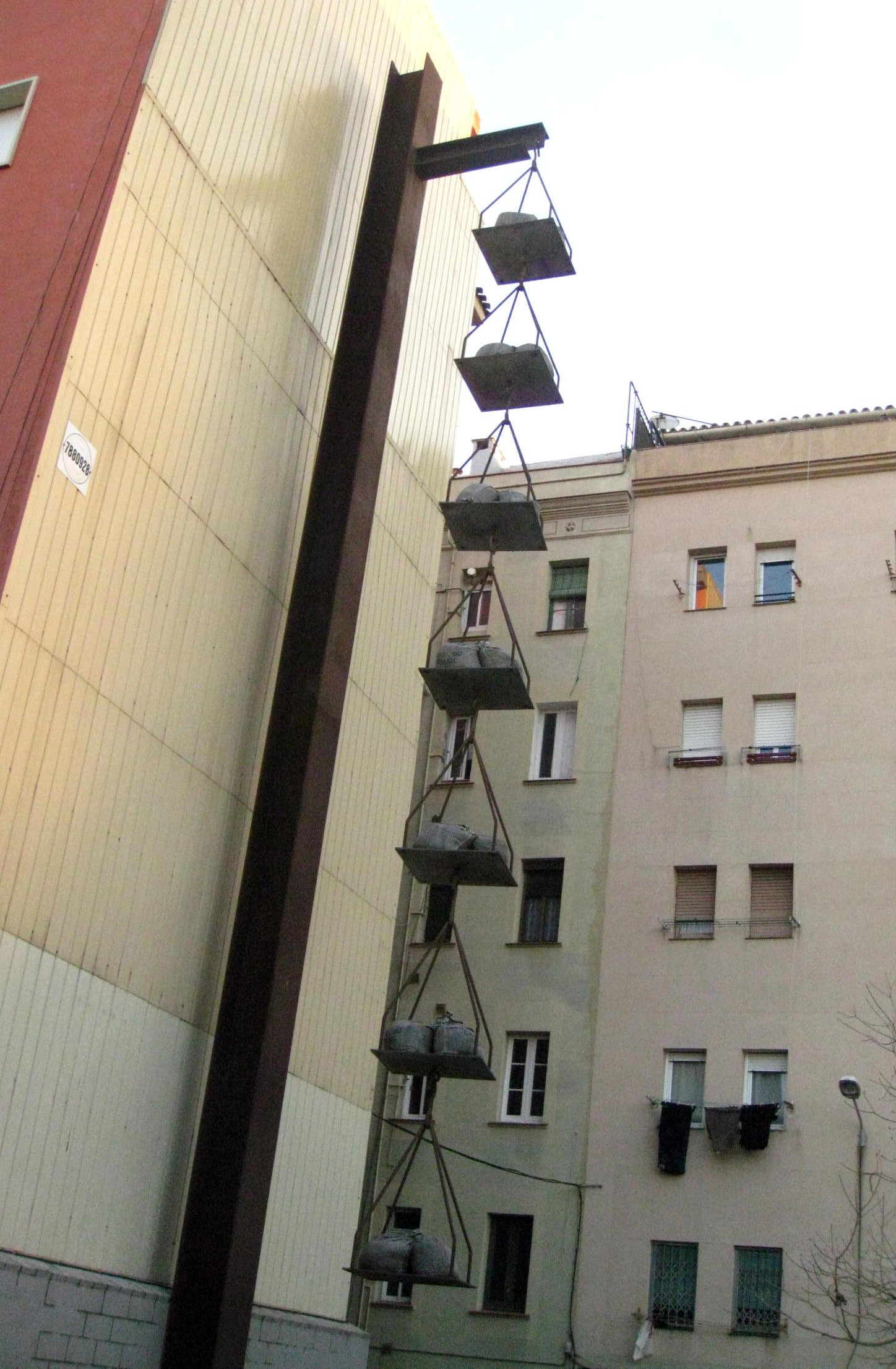
Balança romana, de Jannis Kounellis
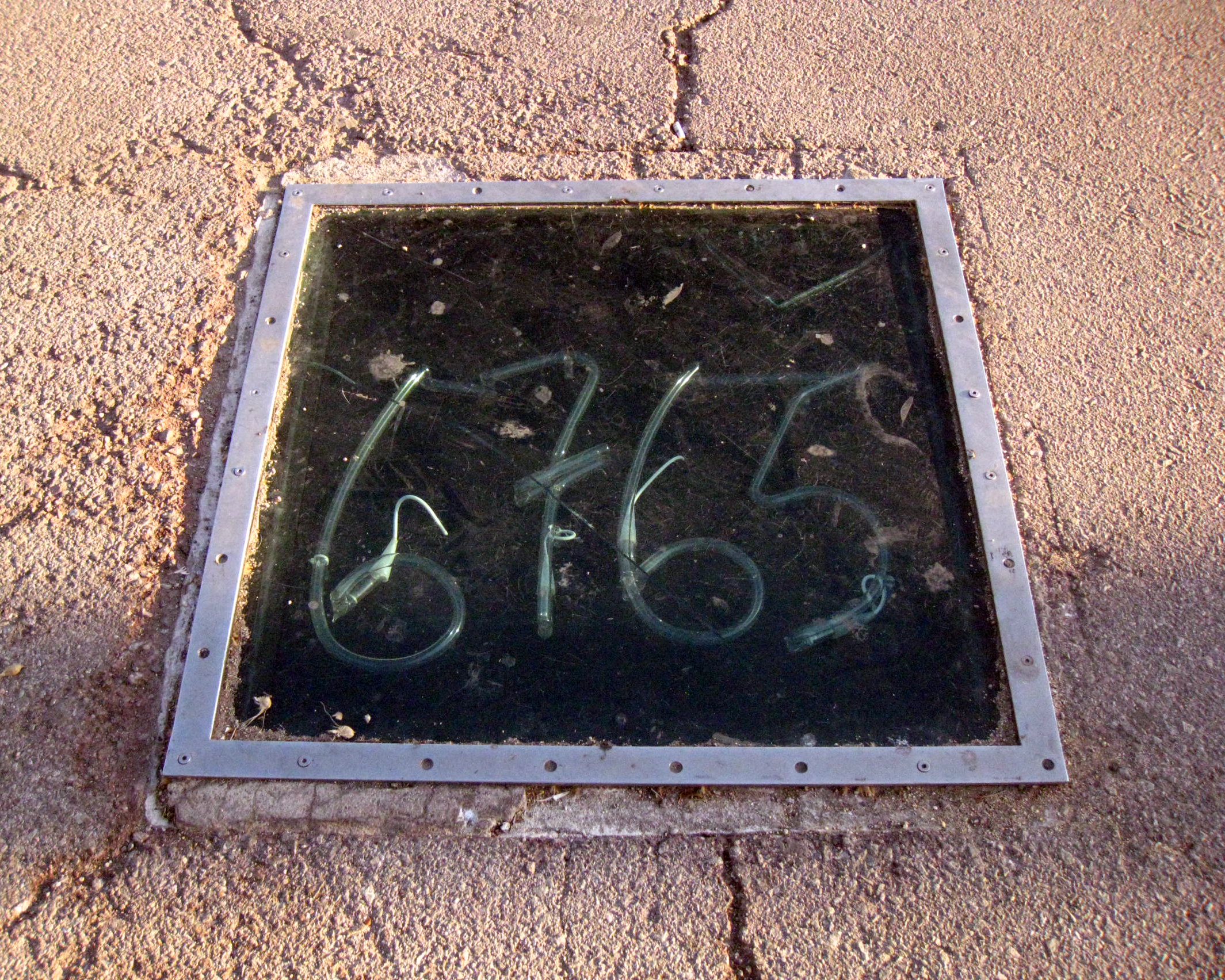
Crescendo appare, de Mario Merz
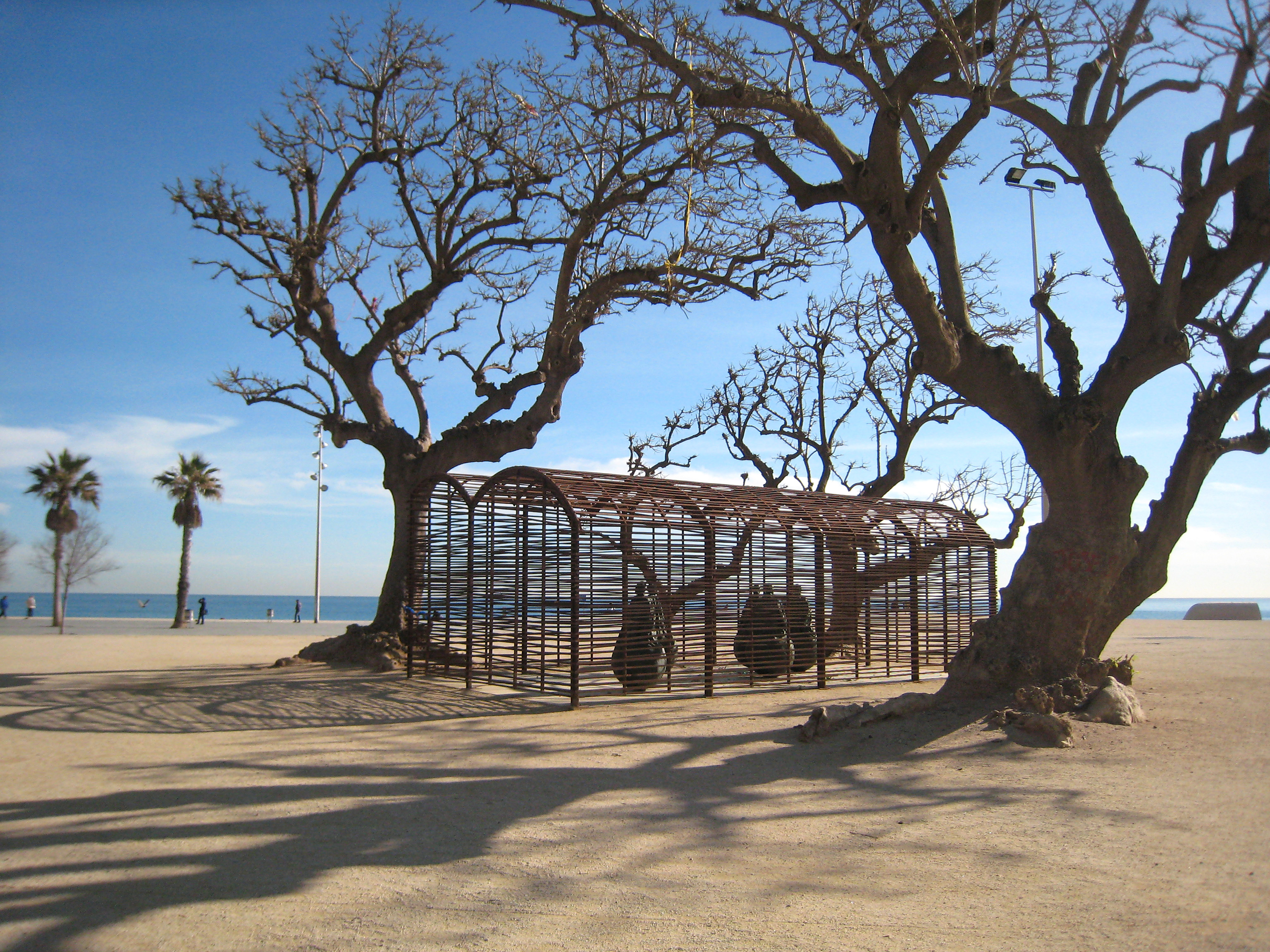
Una habitació on sempre plou, de Juan Muñoz
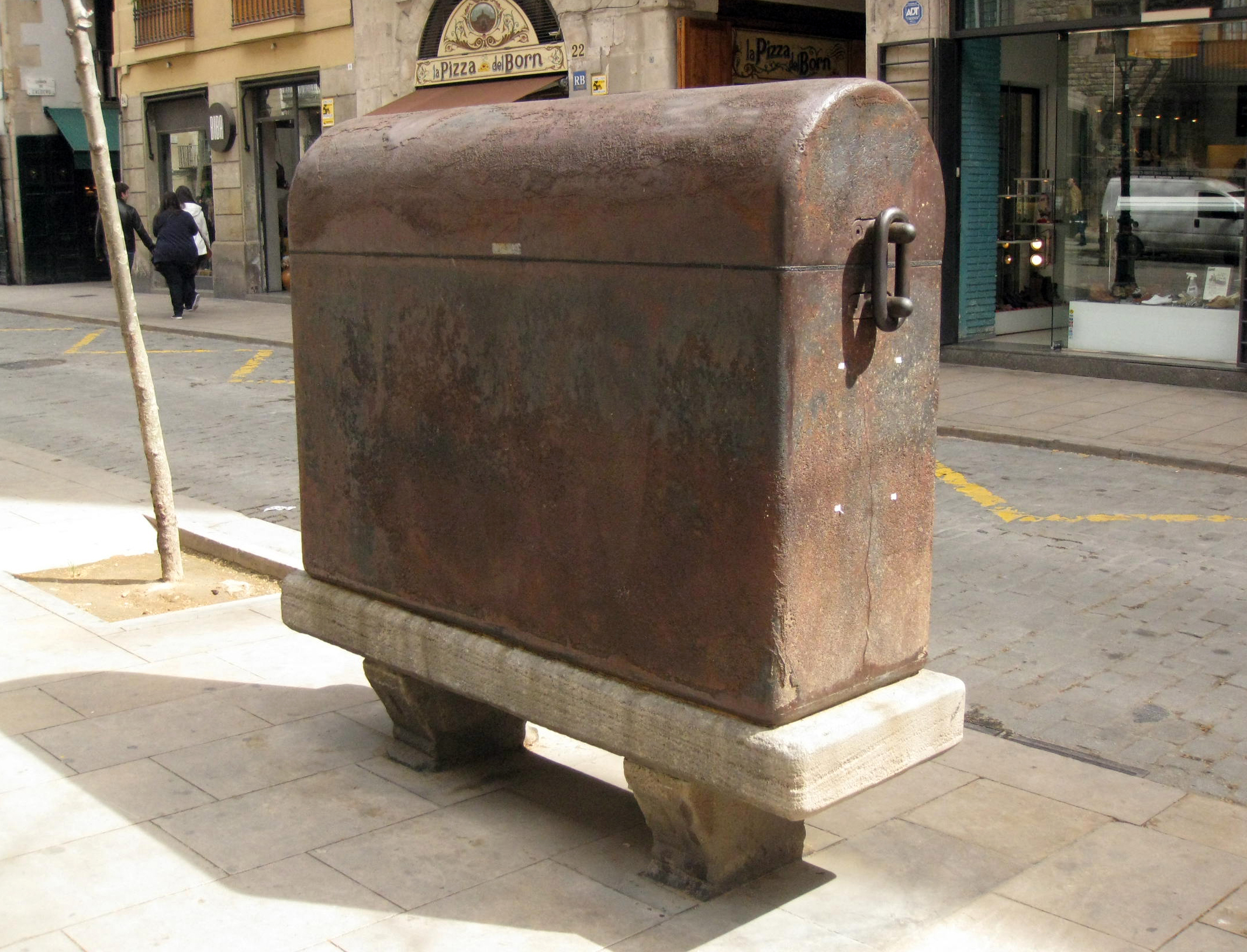
Born, de Jaume Plensa
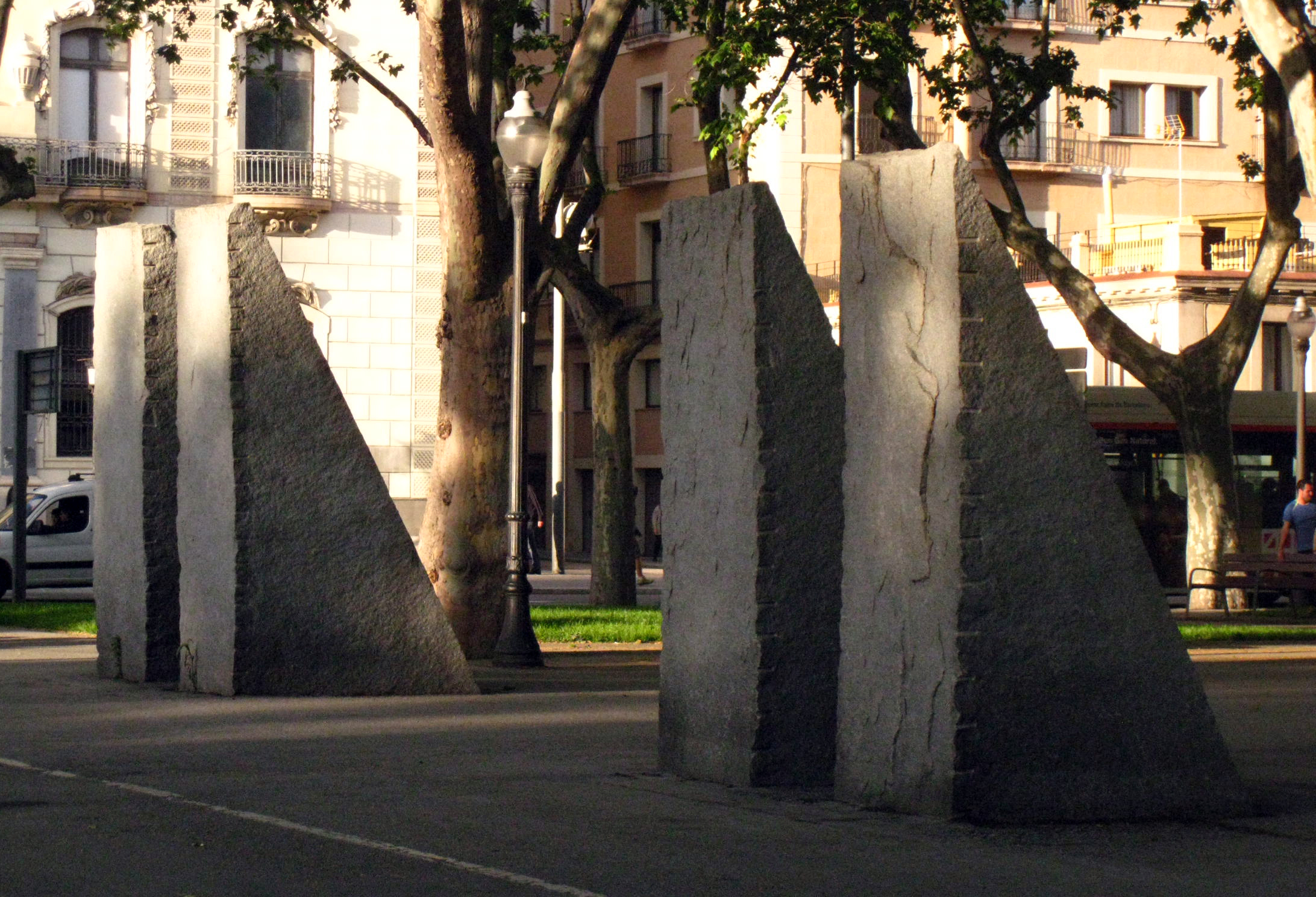
Quatre falques, d'Ulrich Rückriem
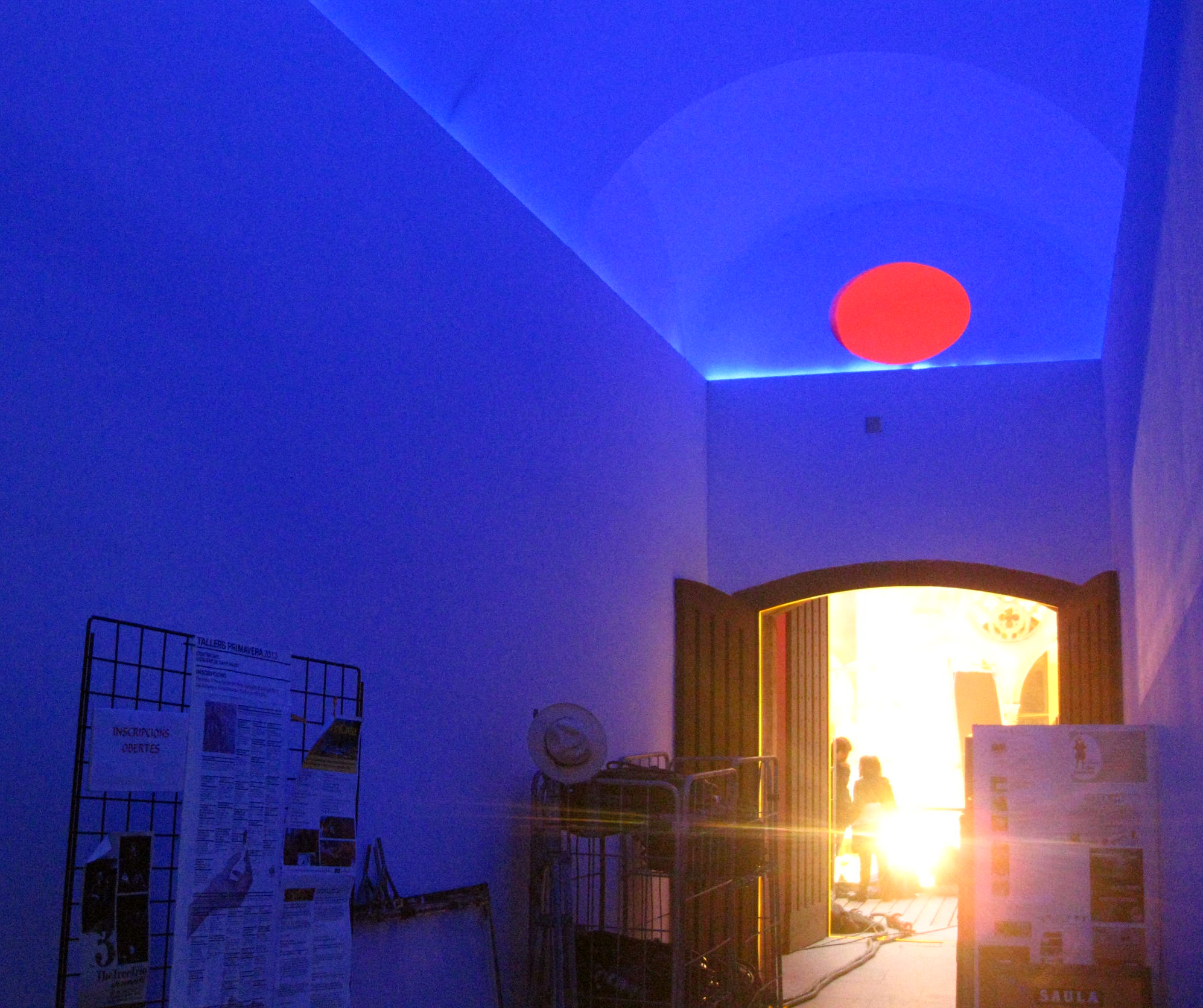
Deuce Coop, de James Turrell